# 克洛澤羅湖
克洛澤羅湖（俄语：Кенозеро，一译克诺泽罗湖）是俄羅斯的湖泊，由阿爾漢格爾斯克州負責管轄，面積68.6平方公里，流域面積5,450平方公里，海拔高度85米，最大水深90米，湖中有超過70個島嶼。2024年，当地的文化景观列入世界文化遗产。